# 彼得·克劳斯 (演员)
彼得·克勞斯（英語：Peter William Krause，1965年8月12日—）是美國的一位電影和電視演員、導演和製作人。他在六呎風雲、為人父母、黑金家族等電視劇中擔任主演。
曾於2018年電視劇《火速救援最前線》系列中擔任主演巴比·納許至2025年。同時兼任該劇製作人。
妻子是女演員兼作家勞倫·格拉漢姆，2人在2010年結婚，曾在1995年電視劇《歡樂俏女郎》 (Caroline in the City)及《為人父母》中一起演出。但和前女友有1個兒子。

## 外部連結
- 彼得·克劳斯在互联网电影资料库（IMDb）上的資料（英文）